# 大阪府小学校の廃校一覧
大阪府小学校の廃校一覧（おおさかふしょうがっこうのはいこういちらん）は、大阪府内の廃校になった小学校の一覧。対象となるのは、学制改革以降（1947年）に廃校となった小学校、および分校である。校名は廃校当時のもの。廃校時に小学校が所在した自治体がその後合併により消滅している場合は、現行の自治体に含める。なお現在休校状態にある府内の小学校と分校も、その多くは、廃校と同様の扱いとなっているため参考として記載する。

## 大阪市

### 福島区
- 大阪市立福島小学校分校 - 2011年閉校[1]。

### 大正区
- 大阪市立鶴浜小学校 - 2015年大阪市立鶴町小学校へ統合[2]。

### 天王寺区
- 大阪市立五条小学校分校 - 1982年本校に統合[3]。
- 大阪市立桃陽小学校・大阪市立桃山市民病院院内学級[4] - 廃止時期不明。
- 大阪市立桃陽小学校・大阪赤十字病院院内学級[4] - 廃止時期不明。

### 浪速区
- 大阪市立難波小学校 - 1985年元町小と統合し大阪市立難波元町小学校へ[5]。
- 大阪市立元町小学校 - 1985年難波小と統合し難波元町小へ[5]。
- 大阪市立塩草小学校 - 2014年立葉小と統合し大阪市立塩草立葉小学校へ[6]。
- 大阪市立立葉小学校 - 2014年塩草小と統合し塩草立葉小へ[6]。
- 大阪市立日本橋小学校 - 2017年統合により大阪市立浪速小学校へ[7]。
- 大阪市立恵美小学校 - 同上[7]。
- 大阪市立日東小学校 - 同上[7]。

### 西淀川区
- 大阪市立佃南小学校 - 2020年大阪市立佃西小学校へ統合[8]。

### 東淀川区
- 大阪市立西淡路小学校（旧）分校 - 1995年本校に統合[9]。
- 大阪市立西淡路小学校（旧） - 2016年3月淡路小学校と統合して閉校。従来の淡路小学校を大阪市立西淡路小学校に校名変更[10]。

### 東成区
- 大阪市立東中本小学校・大阪市立小児保健センター院内学級 - 病院の統廃合により1993年廃止。[注釈 1]

### 生野区
- 大阪市立林寺小学校分校 - 1986年閉校[11]。
- 大阪市立小路小学校分校 - 2000年本校に統合[12]。
- 大阪市立御幸森小学校 - 2021年3月閉校。大阪市立中川小学校と統合し、大阪市立大池小学校へ[13][14]。
- 大阪市立林寺小学校 - 2022年3月閉校。大阪市立義務教育学校生野未来学園（義務教育学校）に統合[15]。
- 大阪市立生野小学校 - 2022年3月閉校。大阪市立義務教育学校生野未来学園に統合[15]。
- 大阪市立西生野小学校 - 2022年3月閉校。大阪市立義務教育学校生野未来学園に統合[15]。
- 大阪市立舎利寺小学校 - 2022年3月閉校。大阪市立義務教育学校生野未来学園および大阪市立大池小学校（小中一貫校大池学園）に分離統合[15]。
- 大阪市立生野南小学校 - 2022年3月閉校。大阪市立田島南小学校（田島南小中一貫校）に統合[15]。
- 大阪市立田島小学校 - 2022年3月閉校。大阪市立田島南小学校（田島南小中一貫校）に統合[15]。

### 城東区
- 大阪市立諏訪小学校分校 - 1979年本校に統合[16]。

### 東住吉区
- 大阪市立桑津小学校分校 - 1972年8月本校に統合[17]。

### 西成区
- 大阪市立新今宮小学校 - 1984年閉校[18]。学校事務は萩之茶屋小が継承[19]。2015年開校の大阪市立新今宮小学校とは別の学校。
- 大阪市立弘治小学校 - 2015年統合により大阪市立新今宮小学校へ[20]。
- 大阪市立萩之茶屋小学校 - 同上[20]。
- 大阪市立今宮小学校 - 同上[20]。
- 大阪市立津守小学校 - 2015年大阪市立梅南小学校と統合し、大阪市立梅南津守小学校へ[20]。
- 大阪市立松之宮小学校 - 2021年大阪市立梅南津守小学校と統合し、大阪市立まつば小学校へ[21]。

### 住之江区
- 大阪市立南港緑小学校 - 2018年統合により大阪市立南港みなみ小学校へ[22]。
- 大阪市立南港渚小学校 - 同上[22]。

### 平野区
- 大阪市立大和川小学校 - 1989年大阪市立長原小学校へ統合[23]。
- 大阪市立加美北小学校分校 - 1998年本校に統合[24]。
- 大阪市立長吉六反小学校 - 2016年大阪市立長吉東小学校へ統合[25]。

### 北区
- 大阪市立堂島小学校 - 1986年曽根崎小へ統合[26]。
- 大阪市立曽根崎小学校 - 1989年梅田東小と統合し大阪北小へ[26]。
- 大阪市立梅田東小学校 - 1989年曽根崎小と統合し大阪北小へ[26]。
- 大阪市立北天満小学校 - 2004年済美小と統合し大阪市立扇町小学校へ[27]。
- 大阪市立済美小学校 - 2004年北天満小と統合し扇町小へ[27]。
- 大阪市立大阪北小学校 - 2007年扇町小へ統合[27]。
- 大阪市立中津南小学校 - 2010年閉校。大阪市立中津小学校[28]、大阪市立大淀小学校へ統合[29]。

### 中央区
- 大阪市立大宝小学校 - 1987年統合により大阪市立南小学校へ[30]。
- 大阪市立芦池小学校 - 同上[30]。
- 大阪市立道仁小学校 - 同上[30]。
- 大阪市立愛日小学校 - 1990年集英小と統合し大阪市立開平小学校へ[31]。
- 大阪市立集英小学校 - 1990年愛日小と統合し開平小へ[31]。
- 大阪市立桃谷小学校 - 1991年統合により大阪市立中央小学校へ[32]。
- 大阪市立桃園小学校 - 同上[32]。
- 大阪市立東平小学校 - 同上[32]。
- 大阪市立金甌小学校 - 同上[32]。
- 大阪市立精華小学校 - 1995年南小へ統合[30]。

## 堺市
- 堺市立晴美台小学校 - 2005年晴美台東小と統合し堺市立はるみ小学校へ[33]。
- 堺市立晴美台東小学校 - 2005年晴美台小と統合しはるみ小へ[33]。
- 堺市立湊小学校 - 2007年湊西小と統合し堺市立新湊小学校へ[34]。
- 堺市立湊西小学校 - 2007年湊小と統合し新湊小へ[34]。
- 堺市立高倉台小学校 - 2013年高倉台西小と統合し堺市立泉北高倉小学校へ[34]。
- 堺市立高倉台西小学校 - 2013年高倉台小と統合し泉北高倉小へ[34]。
- 堺市立原山台小学校 - 2018年原山台東小と統合し堺市立原山ひかり小学校へ[33]。
- 堺市立原山台東小学校 - 2018年原山台小と統合し原山ひかり小へ[33]。

## 岸和田市
- 岸和田市立山滝小学校大沢分校 - 1980年本校に統合[35]。

## 豊中市
- 豊中市立庄内小学校 - 2023年野田小、島田小、庄内さくら学園中と統合し豊中市立庄内さくら学園（義務教育学校）を開校[36]。
- 豊中市立野田小学校 - 2023年庄内小、島田小、庄内さくら学園中と統合し庄内さくら学園を開校[36]。
- 豊中市立島田小学校 - 2023年庄内小、野田小、庄内さくら学園中と統合し庄内さくら学園を開校[36]。

## 池田市
- 池田市立細河小学校 - 2015年伏尾台小と統合し細郷小へ[37]。
- 池田市立伏尾台小学校 - 2015年細河小と統合し細郷小へ[37]。
- 池田市立細郷小学校 - 2018年細郷中と統合し池田市立ほそごう学園（義務教育学校）を開校[37]。

## 吹田市
- 吹田市立竹見台小学校 - 2003年南竹見台小と統合し吹田市立千里たけみ小学校へ[38]。
- 吹田市立南竹見台小学校 - 2003年竹見台小と統合し千里たけみ小へ。[38]
- 吹田市立北千里小学校 - 2009年吹田市立古江台小学校へ統合[39]。

## 泉大津市
- 泉大津市立宇多小学校 - 2006年泉大津市立戎小学校へ統合[34]。

## 高槻市
- 高槻市立北清水小学校原分校 - 1972年9月30日本校と統合[40]。
- 高槻市立桃園小学校大阪医大分校 - 1978年閉校[41]。
- 高槻市立南平台小学校萩谷分校 - 1997年本校と統合[42]。
- 高槻市立磐手小学校川久保分校 - 1999年本校と統合[43]。
- 高槻市立牧田小学校 - 2002年高槻市立玉川小学校へ統合[44]。
- 高槻市立堤小学校 - 2004年高槻市立桜台小学校へ統合[45]。
- 高槻市立庄所小学校 - 2005年高槻市立桃園小学校へ統合[34]。

## 貝塚市
- 貝塚市立蕎原小学校 - 1998年貝塚市立葛城小学校へ統合[46]。
- 貝塚市立二色小学校 - 2024年貝塚市立第五中学校と統合し貝塚市立二色学園（義務教育学校）を開校[47]。

## 守口市
- 守口市立土居小学校 - 2006年守口市立守口小学校へ統合[48]。
- 守口市立滝井小学校 - 2014年春日小と統合しさつき小開校[49]。
- 守口市立春日小学校 - 2014年滝井小と統合しさつき小開校[49]。
- 守口市立東小学校 - 2016年大久保小と統合し守口市立よつば小学校開校[49]。
- 守口市立大久保小学校 - 2016年東小と統合しよつば小開校[49]。
- 守口市立さつき小学校 - 2016年守口市立第三中学校と統合し、守口市立さつき学園（義務教育学校）を開校[49]。
- 守口市立三郷小学校 - 2018年橋波小と統合し守口市立さくら小学校開校[49]。
- 守口市立橋波小学校 - 2018年三郷小と統合しさくら小開校[49]。
- 守口市立寺方小学校 - 2018年南小と統合し守口市立寺方南小学校開校[49]。
- 守口市立南小学校 - 2018年寺方小と統合し寺方南小開校[49]。
- 守口市立下島小学校 - 2024年守口市立八雲小学校へ統合[50]。

## 枚方市
- 枚方市立北牧野小学校 - 2000年枚方市立牧野小学校へ統合[51]。
- 枚方市立村野小学校 - 2000年閉校。枚方市立川越小学校・枚方市立桜丘小学校の2校へ分離統合[52]。
- 枚方市立高陵小学校 - 2022年中宮北小と統合し枚方市立禁野小学校へ[53]。
- 枚方市立中宮北小学校 - 2022年高陵小と統合し禁野小へ[53]。

## 茨木市
- 茨木市立大池小学校茨木分教場 - 1966年本校に統合[54]。

## 八尾市
- 八尾市立中高安小学校 - 2016年北高安小と統合し高安小へ[55]。
- 八尾市立北高安小学校 - 2016年中高安小と統合し高安小へ[55]。
- 八尾市立高安小学校 - 2019年八尾市立高安中学校と統合し八尾市立高安小中学校（義務教育学校）を開校[55]。

## 寝屋川市
- 寝屋川市立中木田小学校 - 1984年閉校。寝屋川市立南小学校・寝屋川市立木田小学校の2校へ分離統合[56]。
- 寝屋川市立池の里小学校 - 2005年閉校。寝屋川市立西小学校[57]・寝屋川市立桜小学校[58]の2校へ分離統合。
- 寝屋川市立明徳小学校 - 2005年寝屋川市立三井小学校へ統合[59]。
- 寝屋川市立明和小学校 - 2024年寝屋川市立梅が丘小学校と統合し寝屋川市立望が丘小学校へ[60]。
- 寝屋川市立梅が丘小学校 - 2024年寝屋川市立明和小学校と統合し寝屋川市立望が丘小学校へ[60]。

## 河内長野市
- 河内長野市立楠郷小学校 - 1984年錦川小と統合し河内長野市立川上小学校へ[61]。
- 河内長野市立錦川小学校 - 1984年楠郷小と統合し川上小へ[61]。
- 河内長野市立滝畑小学校 - 1990年河内長野市立高向小学校へ統合[62]。
- 河内長野市立南花台東小学校 - 2013年南花台西小と統合し河内長野市立南花台小学校へ[34]。
- 河内長野市立南花台西小学校 - 2013年南花台東小と統合し南花台小へ[34]。

## 大東市
- 大東市立四条小学校（旧） - 2011年四条南小と統合し大東市立四条小学校（新設）へ[63]。
- 大東市立四条南小学校 - 2011年四条小（旧）と統合し四条小（新設）へ[63]。
- 大東市立北条小学校（旧） - 2012年北条西小と統合し大東市立北条小学校（新設）へ[64]。
- 大東市立北条西小学校 - 2012年北条小（旧）と統合し北条小（新設）へ[64]。
- 大東市立深野北小学校 - 2013年大東市立四条北小学校と大東市立深野小学校へ分割統合[65]。

## 和泉市
- 和泉市立南松尾小学校 -2017年閉校。和泉市立南松尾はつが野学園（義務教育学校）を新設開校[66]。
- 和泉市立南横山小学校 -2025年閉校。槇尾学園（前期課程）へ統合.
- 和泉市立横山小学校 -2025年閉校。和泉市立槇尾学園（義務教育学校）を新設開校[67]。

## 柏原市
- 柏原市立堅上小学校本堂分教場 - 1973年休校[68]。
- 柏原市立堅下南小学校高井田分校 - 2014年本校と統合[69]。
- 柏原市立国分東小学校 - 2020年柏原市立国分小学校へ統合[70]。

## 羽曳野市
- 埴生村立小学校悲田院分校 - 1954年6月30日[71]。
- 羽曳野市立埴生小学校 - 2018年羽曳野市立羽曳野中学校と統合し羽曳野市立はびきの埴生学園（義務教育学校）を開校[72]。

## 門真市
- 門真市立南小学校 - 2005年水島小と統合し砂子小へ[73]。
- 門真市立水島小学校 - 2005年南小と統合し砂子小へ[73]。
- 門真市立浜町小学校 - 2007年中央小と統合し浜町中央小へ[74]。
- 門真市立中央小学校 - 2007年浜町小と統合し浜町中央小へ[74]。
- 門真市立浜町中央小学校 - 2012年北小と統合し門真市立門真みらい小学校へ[75]。
- 門真市立北小学校 - 2012年浜町中央小と統合し門真みらい小へ[75]。
- 門真市立脇田小学校 - 2024年砂子小と統合し門真市立水桜小学校へ[76]。
- 門真市立砂子小学校 - 2024年脇田小と統合し水桜小へ[76]。

## 摂津市
- 摂津市立味舌東小学校 - 2008年摂津市立味舌小学校へ統合[77]。
- 摂津市立三宅小学校 - 2008年柳田小と統合し摂津市立三宅柳田小学校へ[78]。
- 摂津市立柳田小学校 - 2008年三宅小と統合し三宅柳田小へ[78]。

## 藤井寺市
- 美陵町立藤井寺南小学校（旧） - 1963年9月野中分校と統合し藤井寺市立藤井寺南小学校（当時：美陵町立）南分教場となり、1966年2月廃止[79]。
- 美陵町立藤井寺南小学校野中分校 - 1963年9月旧本校と統合し野中分教場となり、1964年10月廃止[79]。

## 東大阪市
- 東大阪市立大蓮小学校（旧） - 2015年大蓮東小と統合し東大阪市立大蓮小学校（新設）へ[80]。※旧校と新設校は同名だが、別の学校の扱いとなっている。
- 東大阪市立大蓮東小学校 - 2015年大蓮小（旧）と統合し大蓮小（新設）へ[80]。
- 東大阪市立菱屋西小学校 - 2016年永和小と統合し東大阪市立桜橋小学校へ[81]。
- 東大阪市立永和小学校 - 2016年菱屋西小と統合し桜橋小へ[81]。
- 東大阪市立太平寺小学校 - 2018年三ノ瀬小と統合し東大阪市立布施小学校へ[82]。
- 東大阪市立三ノ瀬小学校 - 2018年太平寺小と統合し布施小へ[82]。
- 東大阪市立縄手南小学校 - 2019年縄手南中と統合し、東大阪市立義務教育学校くすは縄手南校（義務教育学校）を開校[83]。
- 東大阪市立池島小学校 - 2019年池島中と統合し、東大阪市立義務教育学校池島学園（義務教育学校）を開校[84]。

## 泉南市
- 泉南市立鳴滝第一小学校 - 2011年鳴滝第二小と統合し泉南市立鳴滝小学校へ[85]。
- 泉南市立鳴滝第二小学校 - 2011年鳴滝第一小と統合し鳴滝小へ[85]。

## 四條畷市
- 四條畷市立四條畷西小学校 - 2006年北出小と統合し四條畷市立くすのき小学校へ[86]。
- 四條畷市立北出小学校 - 2006年四條畷西小と統合しくすのき小へ[86]。
- 四條畷市立四條畷東小学校 - 2020年閉校。四條畷市立四條畷小学校、四條畷市立四條畷南小学校へ統合[86]。

## 交野市
- 交野市立交野小学校 - 2022年長宝寺小と統合し交野市立交野みらい小学校へ[87]。
- 交野市立長宝寺小学校 - 2022年交野小と統合し交野みらい小へ[87]。

## 阪南市
- 阪南市立尾崎小学校（旧） - 2013年福島小と統合し阪南市立尾崎小学校（新）へ[88]。
- 阪南市立福島小学校 - 2013年尾崎小（旧）と統合し尾崎小（新）へ[88]。
- 阪南市立下荘小学校（旧） - 2016年箱作小と統合し阪南市立下荘小学校（新）へ[88]。
- 阪南市立箱作小学校 - 2016年下荘小（旧）と統合し下荘小（新）へ[88]。
- 阪南市立朝日小学校山中分校 - 2016年本校と統合[88]。
- 阪南市立東鳥取小学校（旧） - 2017年波太小と統合し阪南市立東鳥取小学校（新）へ[88]。
- 阪南市立波太小学校 - 2017年東鳥取小（旧）と統合し東鳥取小（新）へ[88]。

## 豊能郡
- 豊能町立高山小学校 - 2005年豊能町立東能勢小学校へ統合[89]。
- 能勢町立天王小学校 - 2015年岐尼小へ統合[90]。
- 能勢町立東郷小学校 - 2016年統合により能勢町立能勢小学校へ[90]。
- 能勢町立田尻小学校 - 同上[90]。
- 能勢町立歌垣小学校 - 同上[90]。
- 能勢町立岐尼小学校 - 同上[90]。
- 能勢町立久佐々小学校 - 同上[90]。
- 能勢町立能勢小学校 - 2022年能勢中と統合し能勢町立能勢ささゆり学園（義務教育学校）を開校[91]。

## 泉南郡
- 岬町立多奈川小学校東畑分校 - 1966年本校に統合[92]。
- 岬町立多奈川小学校西畑分校 - 1966年本校に統合[92]。
- 岬町立多奈川小学校小島分校 - 1990年本校に統合[92]。
- 岬町立孝子小学校 - 1993年休校。校区の児童は岬町立淡輪小学校で受け入れ[93]。

## 南河内郡
- 河南町立石川小学校 - 2011年大宝小と統合し河南町立近つ飛鳥小学校へ[94]。
- 河南町立大宝小学校 - 2011年石川小と統合し近つ飛鳥小へ[94]。
- 河南町立河内小学校 - 2019年中村小、白木小と統合し河南町立かなん桜小学校へ[95]。
- 河南町立中村小学校 - 2019年河内小、白木小と統合し河南町立かなん桜小学校へ[95]。
- 河南町立白木小学校 - 2019年河内小、中村小と統合し河南町立かなん桜小学校へ[95]。
- 千早赤阪村立多聞小学校 - 2007年千早赤阪村立赤阪小学校へ統合[96]。
- 千早赤阪村立千早小学校 - 2008年千早赤阪村立千早小吹台小学校へ統合[97]。